# José Augusto
José Augusto Pinto de Almeida (Barreiro, 1937. április 13. –)  portugál válogatott labdarúgó, edző.

## Pályafutása

### A válogatottban
1958 és 1968 között 45 alkalommal szerepelt a portugál válogatottban és 9 gólt szerzett. Részt vett az 1966-os világbajnokságon.

## Sikerei, díjai

### Játékosként
Benfica
- Portugál bajnok (8): 1959–60, 1960–61, 1962–63, 1963–64, 1964–65, 1966–67, 1967–68, 1968–69
- Portugál kupa (3): 1961–62, 1963–64, 1968–69
- BEK-győztes (2): 1960–61, 1961–62
- BEK-döntős (3): 1962–63, 1964–65, 1967–68

Portugália
- Világbajnoki bronzérmes (1): 1966

### Edzőként
Benfica
- Portugál kupa (1): 1969–70